# Freie Wahrscheinlichkeitstheorie
Die freie Wahrscheinlichkeitstheorie ist ein Teilgebiet der Mathematik, das 1985 von Dan Voiculescu begründet wurde. Die Theorie entsprang der Suche nach einem besseren  Verständnis von gewissen Algebren von Operatoren auf Hilberträumen. Voiculescu isolierte dabei das Konzept „freeness“ oder „freie Unabhängigkeit“ als wesentliche Struktur und initiierte die freie Wahrscheinlichkeitstheorie als die Untersuchung dieser Struktur, losgelöst von ihrem konkreten Auftreten bei Operatoralgebren. Eine grundlegende Idee dabei ist, die freie Unabhängigkeit in Analogie zum Konzept der Unabhängigkeit von stochastischen Zufallsvariablen zu sehen und die Theorie in diesem Sinne als eine Art von Wahrscheinlichkeitstheorie für nicht-kommutierende Variablen zu entwickeln. Die Entdeckung von Voiculescu (1991), dass auch große Klassen von Zufallsmatrizen asymptotisch frei werden, markierte den Übergang der freien Wahrscheinlichkeitstheorie von einer spezialisierten Theorie für gewisse Operatoralgebren zu einer fundamentalen Theorie mit weitem Anwendungskreis. Insbesondere liefert die freie Wahrscheinlichkeitstheorie neue Methoden zur Berechnung von Eigenwertverteilungen von Zufallsmatrizen, welche auch von Interesse in angewandten Gebieten, wie z. B. der drahtlosen
Kommunikation sind.

## Notation: nicht-kommutativer Wahrscheinlichkeitsraum und Zufallsvariable
Ein nicht-kommutativer Wahrscheinlichkeitsraum ist ein Tupel {\displaystyle (A,\varphi )} bestehend aus einer unitären {\displaystyle \mathbb {C} }-Algebra {\displaystyle A} und einem linearen Funktional {\displaystyle \varphi :A\rightarrow \mathbb {C} } mit {\displaystyle \varphi (1)=1}.
Man spricht die Elemente in der Algebra {\displaystyle A} als verallgemeinerte (oder nicht-kommutative) Zufallsvariablen an.

## Definition: Freeness oder freie Unabhängigkeit
An die Stelle der stochastischen Unabhängigkeit tritt in der freien Wahrscheinlichkeitstheorie der Begriff der Freeness oder freien Unabhängigkeit, der wie folgt definiert ist:
Sei {\displaystyle I} eine beliebige Indexmenge, dann gilt:
1) Sei {\displaystyle \left(A_{i}\right)_{i\in I}} eine Familie von unitären Unteralgebren von {\displaystyle A}. Dann heißen die {\displaystyle A_{i}} frei (oder frei unabhängig), falls gilt:
{\displaystyle \varphi (a_{1}a_{2}\ldots a_{k})=0}
für alle {\displaystyle k\in \mathbb {N} } und alle {\displaystyle a_{j}\in A_{i(j)}}, wobei der Index {\displaystyle j} von {\displaystyle 1} bis {\displaystyle k} läuft und zusätzlich {\displaystyle \varphi (a_{j})=0} und {\displaystyle i(1)\neq i(2)\neq \ldots \neq i(k)} gelten muss. Dies bedeutet, dass benachbarte Elemente nicht aus der gleichen Unteralgebra stammen und dass die Elemente jeweils zentriert sind.
2) Zufallsvariablen {\displaystyle b_{i}\in A} für {\displaystyle i\in I} heißen frei, falls die von ihnen erzeugten unitären Unteralgebren frei sind.
3) Hat man eine Folge von Unteralgebren oder Zufallsvariable und gelten die obigen Relationen nur asymptotisch, so spricht man von asymptotischer freier Unabhängigkeit.

## Freeness als Regel zur Berechnung gemischter Momente
Man beweist nun leicht durch Induktion folgende fundamentale Beobachtung: Sind die Unteralgebren {\displaystyle A_{i}} frei bzgl. {\displaystyle \varphi }, dann sind die Werte von {\displaystyle \varphi } auf der von den {\displaystyle A_{i}} erzeugten Algebra eindeutig bestimmt durch die Werte aller Einschränkungen von {\displaystyle \varphi } auf die {\displaystyle A_{i}} und durch die Freeness-Bedingung. In diesem Sinne sind die gemischten Momente von freien Zufallsvariablen durch die Momente der einzelnen Zufallsvariablen bestimmt. Falls {\displaystyle A} und {\displaystyle B} frei sind, so hat man z. B. für {\displaystyle a_{1},a_{2}\in A} und {\displaystyle b,b_{1},b_{2}\in B} dass
{\displaystyle \varphi (ab)=\varphi (a)\varphi (b)}
{\displaystyle \varphi (a_{1}ba_{2})=\varphi (a_{1}a_{2})\varphi (b)}
{\displaystyle \varphi (a_{1}b_{1}a_{2}b_{2})=\varphi (a_{1}a_{2})\varphi (b_{1})\varphi (b_{2})+\varphi (a_{1})\varphi (a_{2})\varphi (b_{1}b_{2})-\varphi (a_{1})\varphi (b_{1})\varphi (a_{2})\varphi (b_{2})}
Diese Beispiele zeigen, dass die freie Unabhängigkeit wie die klassische Unabhängigkeit als eine Regel zur Berechnung von gemischten Momenten angesehen werden kann; allerdings ist diese Regel anders als die klassische. Die freie Unabhängigkeit ist also analog zur klassischen Unabhängigkeit zu sehen, sie ist aber keine Verallgemeinerung davon. Insbesondere können klassische Zufallsvariable nur frei sein, wenn mindestens eine der Zufallsvariablen konstant ist. Die freie Unabhängigkeit ist ein intrinsisch nichtkommutatives Konzept.

## Der freie zentrale Grenzwertsatz
Sei {\displaystyle (A,\varphi )} ein nichtkommutativer Wahrscheinlichkeitsraum und {\displaystyle a_{1},a_{2},\dotsc \in A} eine Folge von identisch verteilten und freien Zufallsvariablen mit Mittelwert {\displaystyle \varphi (a_{i})=0} und Varianz {\displaystyle \varphi (a_{i}^{2})=1}. Dann konvergiert
{\displaystyle S_{N}:={\frac {a_{1}+\cdots +a_{N}}{\sqrt {N}}}}
in Verteilung gegen ein Halbkreiselement, d. h. für alle natürlichen Zahlen {\displaystyle n} gilt:
{\displaystyle \lim _{N\to \infty }\varphi (S_{N}^{n})={\frac {1}{2\pi }}\int _{-2}^{+2}t^{n}{\sqrt {4-t^{2}}}dt}.

## Weitere freie stochastische Resultate
Der freie zentrale Grenzwertsatz ist nur ein Beispiel einer sehr reichhaltigen freien Wahrscheinlichkeitstheorie, parallel zur klassischen Wahrscheinlichkeitstheorie. So hat man die binäre Operation {\displaystyle \boxplus } der freien Faltung auf den reellen Wahrscheinlichkeitsmaßen; diese entspricht der Addition von freien Zufallsvariablen. Die R-Transformation ist die Entsprechung des Logarithmus der Fouriertransformation und erlaubt eine systematische und effektive Berechnung der freien Faltung von Wahrscheinlichkeitsmaßen. Die entsprechenden multiplikativen Versionen sind gegeben durch die multiplikative freie Faltung {\displaystyle \boxtimes } (welche dem Produkt von freien Zufallsvariablen entspricht) und die S-Transformation.
Die Koeffizienten der R-Transformation, die sogenannten freien Kumulanten, haben eine kombinatorische Interpretation in nicht-kreuzenden Partitionen. Letztere erlauben einen kombinatorischen Zugang zur freien Wahrscheinlichkeitstheorie.

## Zusammenhang mit Zufallsmatrizen
Die Tatsache, dass die Halbkreisverteilung nicht nur als Grenzwert im freien zentralen Grenzwertsatz auftaucht, sondern auch in Wigners Halbkreisgesetz als die asymptotische Verteilung der Eigenwerte von gaußschen Zufallsmatrizen, deutete auf einen tieferen Zusammenhang zwischen freier Wahrscheinlichkeitstheorie und Zufallsmatrizen. Voiculescu verfolgte diesen Zusammenhang weiter und konnte 1991 zeigen, dass freie Unabhängigkeit bei großen Klassen von Zufallsmatrizen asymptotisch auftritt:
Seien {\displaystyle A_{N}} und {\displaystyle B_{N}} zwei Folgen von {\displaystyle N\times N}-Matrizen in den nichtkommutativen Wahrscheinlichkeitsräumen {\displaystyle (M_{N}(\mathbb {C} ),tr_{N})} mit jeweils existierender Grenzwertverteilung,
d. h. für alle natürlichen Zahlen {\displaystyle n} existieren die Grenzwerte
{\displaystyle \lim _{N\to \infty }\varphi (A_{N}^{n})} und {\displaystyle \lim _{N\to \infty }\varphi (B_{N}^{n}).} Sei {\displaystyle U_{N}} eine unitäre Zufallsmatrix, verteilt gemäß dem normierten Haar-Maß auf den unitären Matrizen. Dann sind {\displaystyle A_{N}} und {\displaystyle U_{N}B_{N}U_{N}^{*}} fast sicher asymptotisch frei.

## Zusammenhang mit Operatoralgebren
Das grundlegende Beispiel für freie Unabhängigkeit taucht im Zusammenhang mit Von-Neumann-Algebren von freien Produkten von Gruppen auf.
Sei {\displaystyle G=\prod _{i}G_{i}} das freie Produkt von Gruppen {\displaystyle G_{i}}. Sei {\displaystyle L(G)} die zugehörige Gruppen-von-Neumann-Algebra und {\displaystyle \varphi } der zugehörige Spur-Zustand, der dem neutralen Element der Gruppe entspricht. Dann kann {\displaystyle L(G_{i})} mit einer Unteralgebra von {\displaystyle L(G)} identifiziert werden, und bezüglich {\displaystyle \varphi } sind all diese {\displaystyle L(G_{i})} frei. Diese freie Unabhängigkeit ist hier nichts anderes als die Umschreibung mit Hilfe von {\displaystyle \varphi } der Tatsache, dass die Gruppen {\displaystyle G_{i}} als Untergruppen frei in {\displaystyle G} sind. Die Definition von freier Unabhängigkeit war nach diesem Beispiel modelliert. Das frei in freier Unabhängigkeit bezieht sich darauf.
Ein wichtiger Spezialfall der Gruppen-von-Neumann-Algebren sind die freien Gruppen Faktoren {\displaystyle L(\mathbb {F} _{n})}, wobei
{\displaystyle \mathbb {F_{n}} } die nichtkommutative freie Gruppe mit {\displaystyle n} Erzeugern ist. Die Motivation von Voiculescu war das freie-Gruppen-Isomorphismus-Problem: Sind die Von-Neumann-Algebren {\displaystyle L(\mathbb {F} _{n})} und {\displaystyle L(\mathbb {F} _{m})} für {\displaystyle n,m\geq 2;n\not =m} isomorph?
Dieses Isomorphismusproblem ist immer noch offen, aber die freie Wahrscheinlichkeitstheorie konnte wesentliche Fortschritte in unserem Verständnis der freien Gruppen Faktoren liefern. So konnten Dykema und Radulescu, aufbauend auf Vorarbeiten von Voiculescu, zeigen, dass die {\displaystyle L(\mathbb {F} _{n})} entweder alle isomorph oder je paarweise verschieden sind.

## Freie Entropie und Operatoralgebren
Eine wichtige Richtung in der freien Wahrscheinlichkeitstheorie in den letzten Jahren ist die Theorie der freien Entropie.
Die freie Entropie von einem Tupel von Operatoren ist ein Maß dafür, wie viele Tupel von Matrizen es gibt, die das betrachtete Tupel in Verteilung approximieren.
Eine wichtige Anwendung der freien Entropie war der Beweis von Voiculescu, dass die freien Gruppen Faktoren keine Cartan-Unteralgebren  besitzen – dies lieferte ein Gegenbeispiel zu der seit den 60er Jahren offenen Vermutung, dass alle II{\displaystyle _{1}}-Faktoren eine solche Unteralgebra besitzen.